# Floromyces
Floromyces är ett släkte av svampar. Floromyces ingår i familjen Floromycetaceae, ordningen Urocystidiales, klassen Ustilaginomycetes, divisionen basidiesvampar och riket svampar.
|            | Antherospora                              |
|            |                                           |
| Floromyces | \| \| Floromyces anemarrhenae \| \| \| \| |
|            | \| \| Floromyces anemarrhenae \| \| \| \| |
|            | Floromyces anemarrhenae                   |
|            |                                           |

|  | Floromyces anemarrhenae |
|  |                         |